# 斐洛克特底

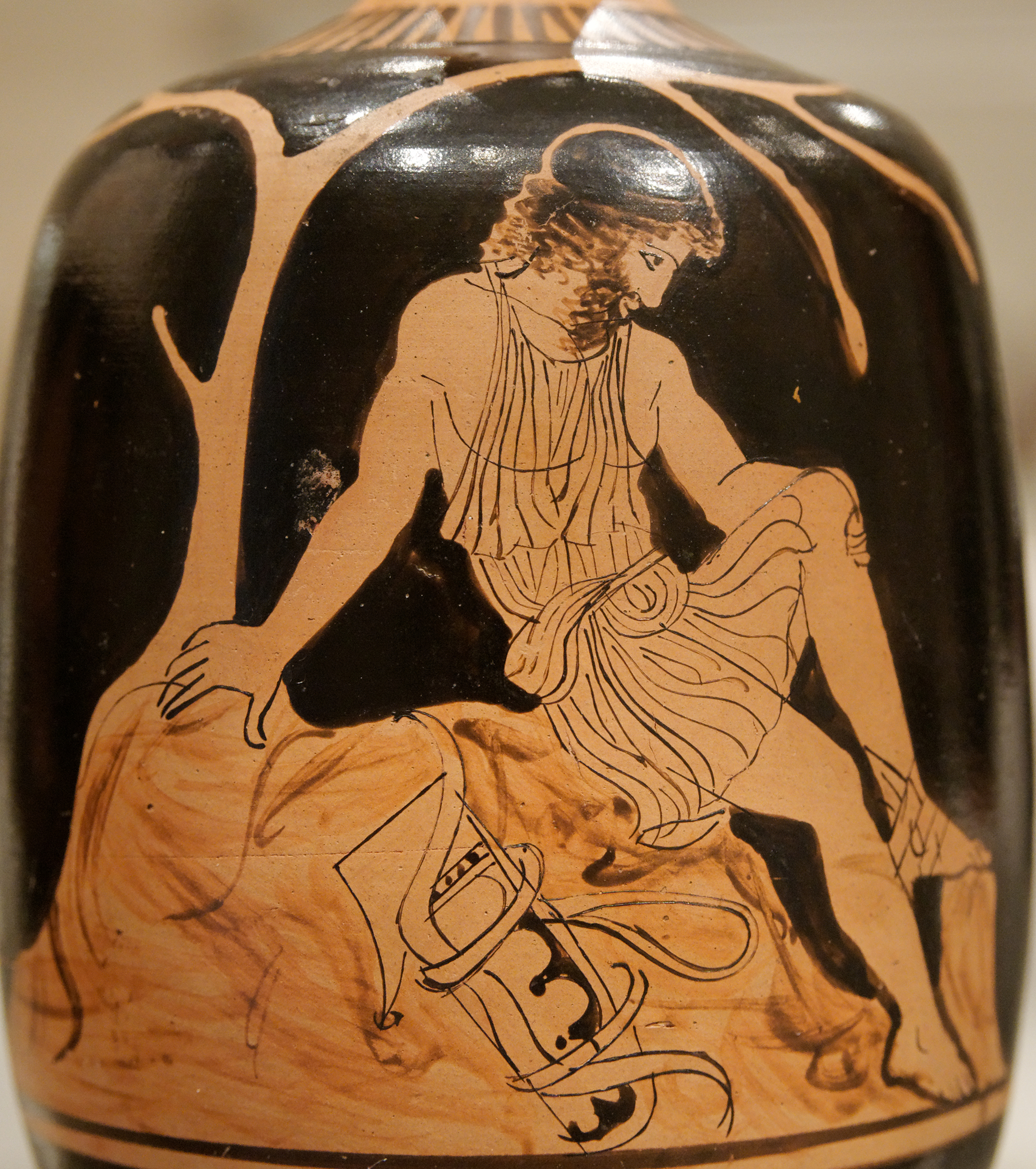
斐洛克特底

斐洛克特底是希臘神話中的英雄。參加特洛伊戰爭，也參加了阿哥號的冒險。據說在特洛伊陷落後的歸途中，觸怒諸神而流浪，漂流到義大利的坎佩尼亞。在義大利南部大希臘地區普遍受到崇拜。

## 脚注
1. ↑  普魯塔克，《希臘羅馬英豪列傳》，聯經出版